# Tom Harkin
Tom Harkin (Warren megye, 1939. november 19. –) amerikai politikus, szenátor (Iowa, 1985 – ). A Demokrata Párt tagja.

## Pályafutása
Harkin állami iskolákba járt, és az Iowa Állami Egyetemen kapta meg alapdiplomáját 1962-ben. Ezután 1962-től 1967-ig a haditengerészetnél szolgált, majd tartalékos állományba került 1974-ig. Eközben 1972-ben jogi végzettséget szerzett az Amerikai Katolikus Egyetemen. Ezután Des Moines-ban telepedett le, és ügyvédként dolgozott.
1974-ben a Demokrata Párt jelöltjeként megválasztották a washingtoni képviselőház tagjának. A következő négy ciklusban újraválasztották, így végül 1975. január 3-tól 1985. január 3-ig képviselte itt az iowai választókat. 1984-ben sikerrel indult a szenátusi választáson, és – miután 1990-ben, 1996-ban, 2002-ben és 2008-ban is újraválasztották – 1985. január 3-tól 2014. január 3-ig volt szenátor. A 2014-es választáson már nem indult. Utódja a republikánus Joni Ernst lett.